# Пісня імен (фільм, 2019)
Пісня імен (англ. The Song of Names) — драматичний фільм канадського режисера Франсуа Жерара, знятий за мотивами однойменного роману Нормана Лебрехта. Прем’єра фільму відбулася 08 вересня 2019 року.

## Сюжет
Розповідь про події розпочинається з очікування концерту Давіда Рапопорта у Лондоні у 1951 році. Послухати молодого генія скрипки зібралась найвибагливіша публіка. Проте концерт не розпочався – музикант раптово зник.
Далі події переходять за 35 років потому – музикальний критик Мартін Сіммонс  у складі журі прослуховує молодих музикантів. Жест одного з них перед початком гри нагадав йому минуле. 
У 1939 році, перед початком Другої світової війни, Гілбер Сіммонс, батько Мартіна, організував прослуховування тринадцятирічного скрипаля Давіда Рапопорта, якого з Варшави до Лондона привіз його батько задля подальшого навчання музиці. Після прослуховування Давід залишається в їхній родині та навчається у Лондоні музиці, математиці, Торі. 
Хлопчик важко переживає початок війни, коли нацистська Німеччина вторглась у Польщу.  Та через деякий час війна дістається і Британії. Давід ще більше розуміє, що відчувають його співвітчизники у Польщі. 
Під час навчання музиці він знайомиться з учнем, на ім'я Йозеф Векслер, який до війни також мешкав у Варшаві. 
Після закінчення війни, батько Мартіна відвозить Йозефа до Польщі, при цьому марно намагаючись знайти будь-яку інформацію про родину Давіда. 
Йозеф, дізнавшись про загибель своїх близьких, втрачає розум та попадає до психіатричної лікарні. 
Своєю чергою, у 1951 році, Давід перед початком концерту, що не відбувся, опиняється у єврейському кварталі Лондона та випадково дізнається про загибель своєї родини. Він слухає Пісню імен, яку склали на вшанування пам’яті загиблих в’язнів нацистського табору смерті Треблінка. Саме через це Давід не приходить на власний концерт. Він  дає собі слово створити версію цієї Пісні для скрипки та зіграти її в Треблінці.
Давід їде до Польщі, де відвідує Йозефа у психіатричній лікарні та грає йому Пісню імен. Виконуючи своє слово, він грає цю пісню у Треблінці. 
Після цього Давід оселяється у Сполучених Штатах Америки, стає членом єврейської релігійної общини та забуває про музику. Але Мартін відшукує його і нагадує про не зіграний у 1951 році концерт. 
Концерт Давіда Рапопорта відбувається через 35 років. Після виступу з оркестром у першій частини, у другій він грає Пісню імен. По закінченню концерту, який мав шалений успіх, Давід знов зникає, залишивши Мартіну лист з проханням більш його не шукати.

## Відзнаки та нагороди
- 28.05.2020 фільм відзначений нагородами Canadian Screen Awards у номінаціях:

- «Кращий макіяж»;
- «Краща оригінальна музика»;
- «Краща оригінальна пісня»;
- «Кращий загальний звук»;
- «Кращий монтаж звуку».
- 16.07.2020 фільм отримав нагороду Canadian Society of Cinematographers у номінації «Краща операторська повнометражна робота».

- 03.06.2021 фільм нагороджений кінопремією  Prix Iris у номінації «Найуспішніший фільм за межами Квебеку»[4].